# Foale Nunatak
Foale Nunatak är en nunatak i Antarktis. Den ligger i Östantarktis. Australien gör anspråk på området. Toppen på Foale Nunatak är 1 578 meter över havet.
Terrängen runt Foale Nunatak är huvudsakligen platt, men norrut är den kuperad. Trakten är obefolkad. Det finns inga samhällen i närheten.